# Drátěné pletivo

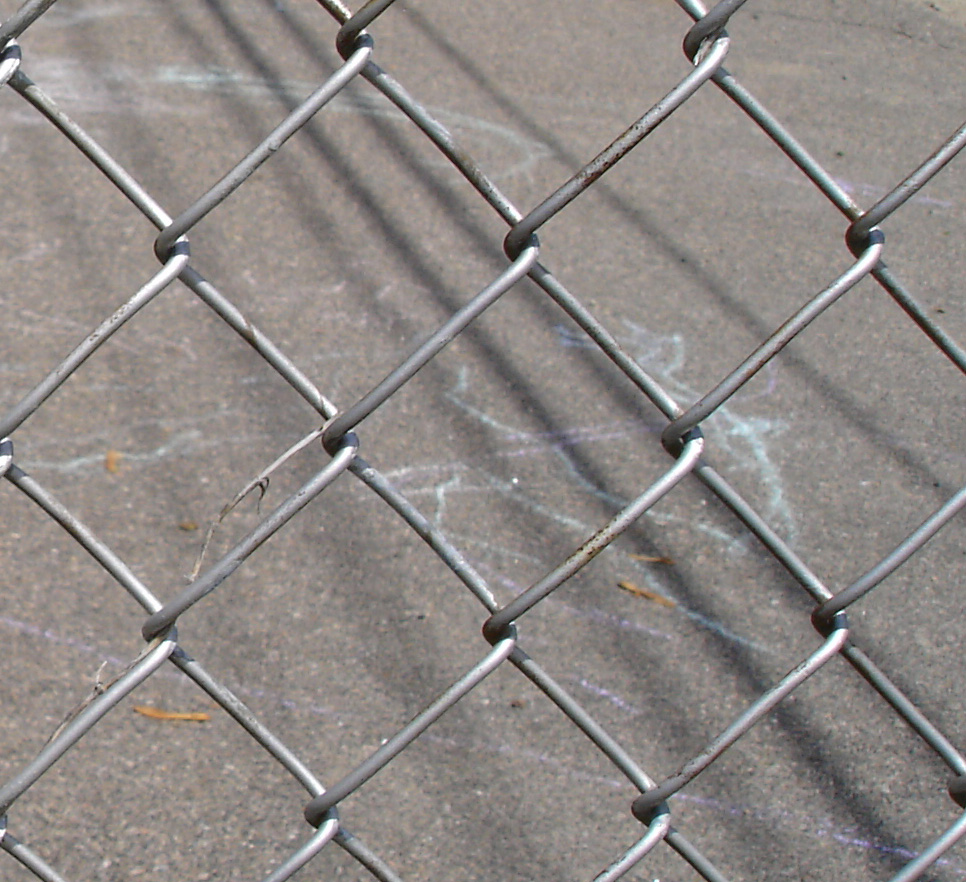
Drátěné pletivo

Drátěné pletivo je pletivo vytvořené z ohýbaných drátů. Různé druhy drátěného pletiva se používají nejčastěji k výrobě drátěných plotů, ale také k výrobě klecí, sít (zednická síta, např. prohazovací síto, dále kuchyňské sítko), jako filtr bránící průchodu kusových nečistot ve vodě či vzduchu, atd. Drátěné pletivo tvoří výplň drátěného roštu postelí. Jemné stočené drátěné pletivo tvoří i drátěnku k umývání nádobí nebo jinému očišťování.

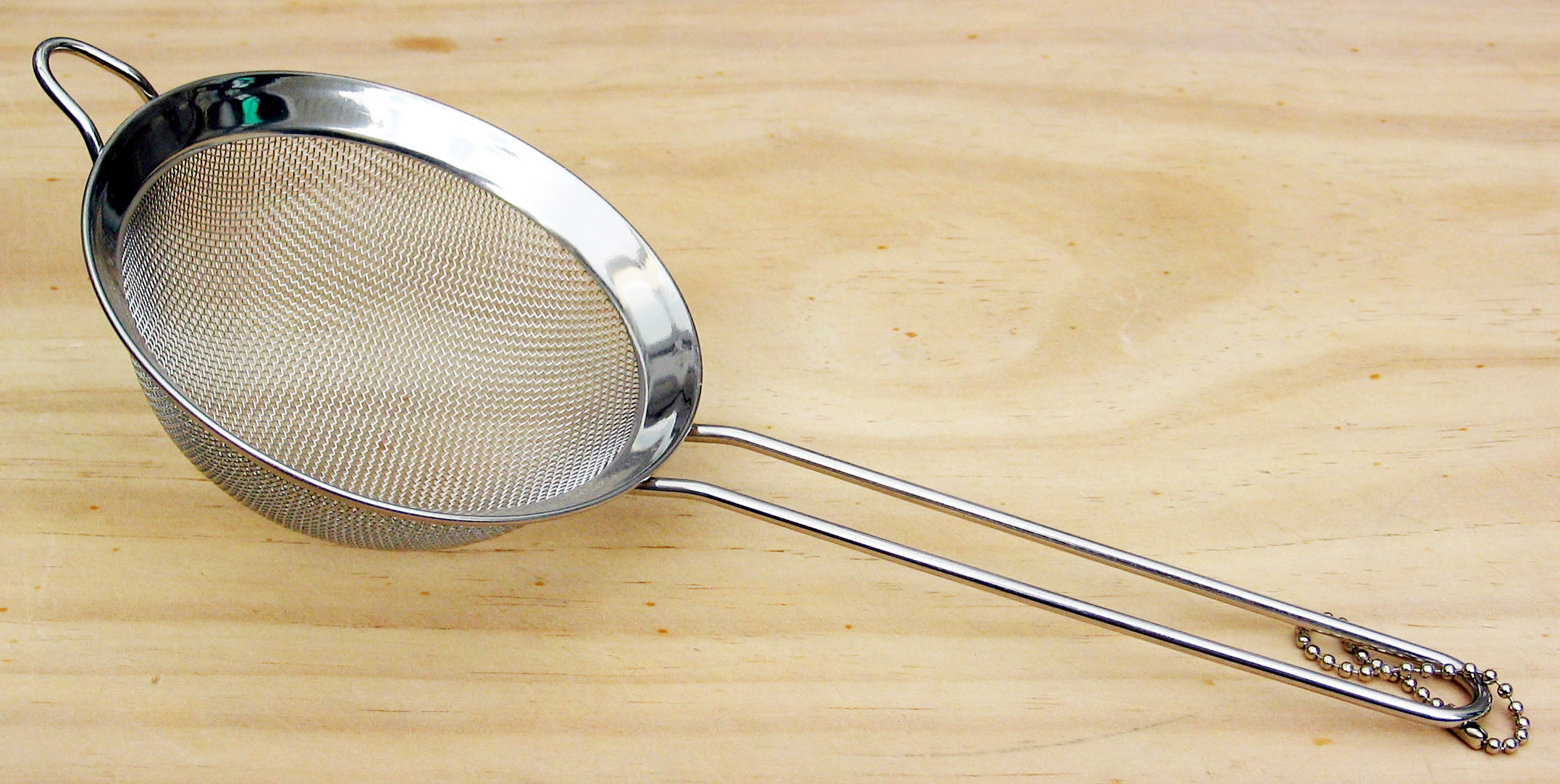
Sítko z drátěného pletiva

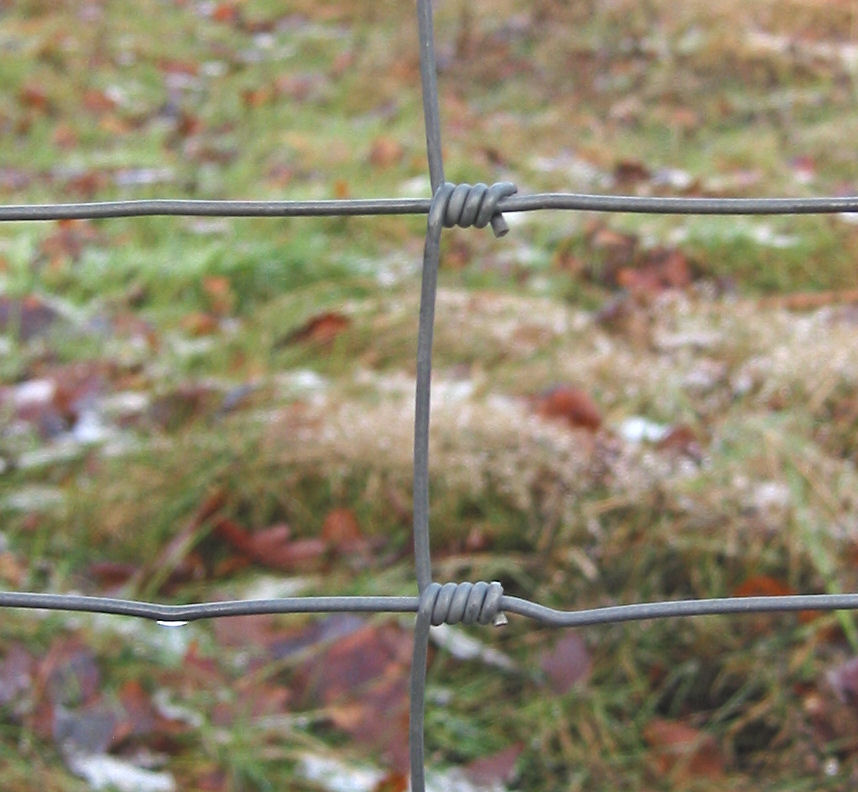
Detail navázání drátů v pletivu

Různé typy pletiv se pojmenovávají podle účelu (lesnické, oborní, pastevecké, chovatelské, sportovní, průmyslové, okrasné, ozdobné a dekorační), podle provedení (šestihranné, poplastované, pozinkované) nebo obchodními názvy (česká pletenka, česká oplocenka, česká ohrazenka). Rabicová tkanina je drátěné pletivo určené pod omítku. Lesnická pletiva mívají čtvercovou síť ve svislo-vodorovném směru, v dolní části hustší kvůli drobné zvěři. Sportovní pletiva by neměla obsahovat spoje ohrožující sportovce či míče, obvykle jsou potažena PVC.
Kvůli odolnosti vůči korozi jsou některá pletiva pozinkovaná, natíraná barvou nebo jsou dráty obaleny plastem. Některá pletiva jsou svařovaná, jiná jen pletená.

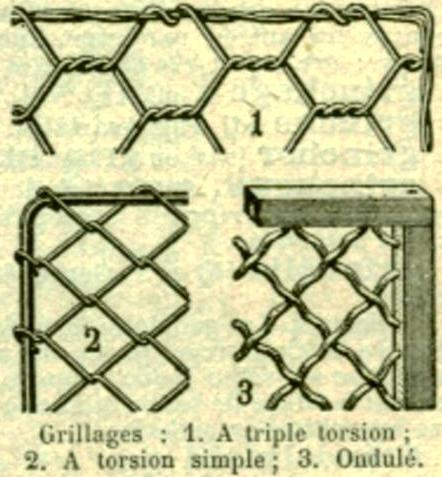
Různé typy pletiva: 1. s trojitým ohybem, 2. s jednoduchým ohybem, 3. vlnité (Claude Augé: Larousse universel, 1922)

Drátěné ploty jsou budovány buď natažením souvislého pásu pletiva, dodávaného v rolích (zhruba po 50 metrech), nebo skládány z rámových dílců s pletivovou výplní (plotové rámy, plotové výplety). Drátěné pletivo je oproti jiným druhům plotů specifické relativně nízkou cenou (díky možnosti strojové výroby), vysokou průhledností, možností rychle plot postavit, ale architektonicky bývá méně hodnotné. Ploty ze souvislého pletivového pásu jsou však málo odolné proti průniku (např. podlezení) a poškození (protržení, přestříhání, proreznutí v ohybech drátů). Někdy se k zajištění bezpečnosti doplňuje ostnatým drátem.

## Galerie

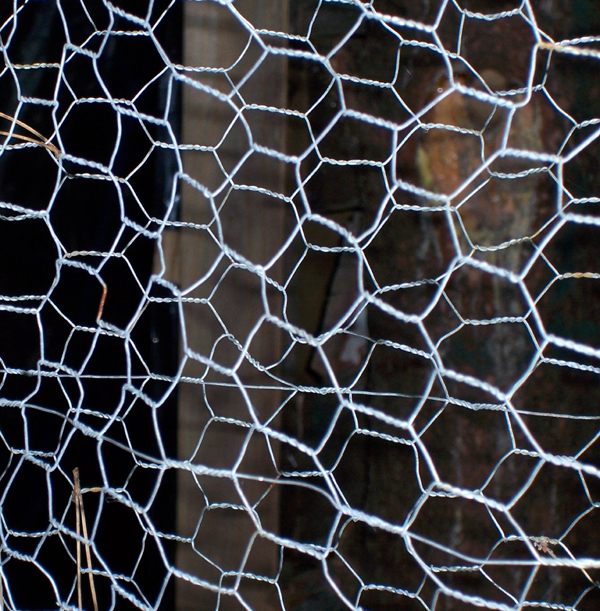
Šestihranné pletivo klece pro drůbež
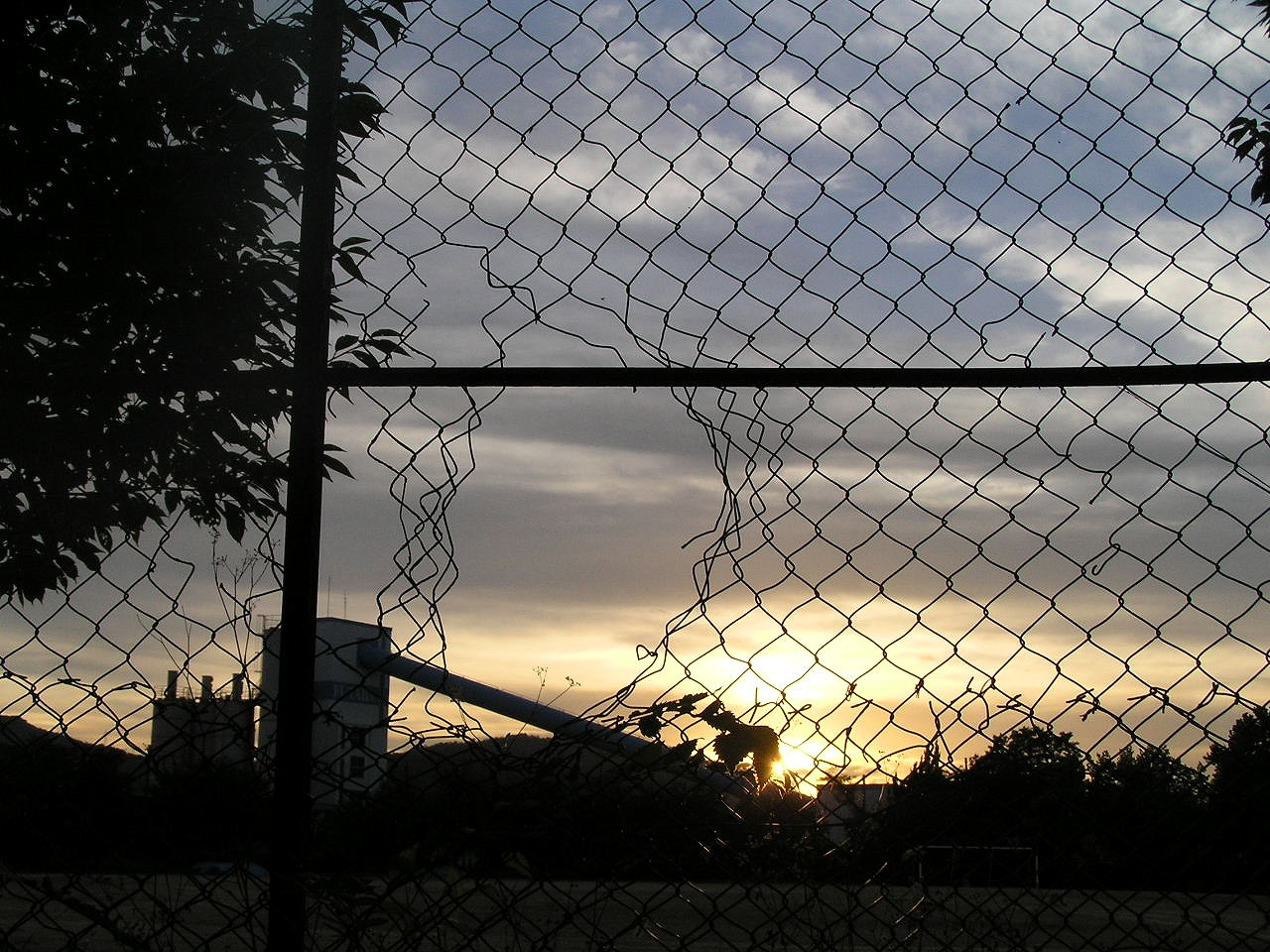
Poškozené pletivo drátěného plotu
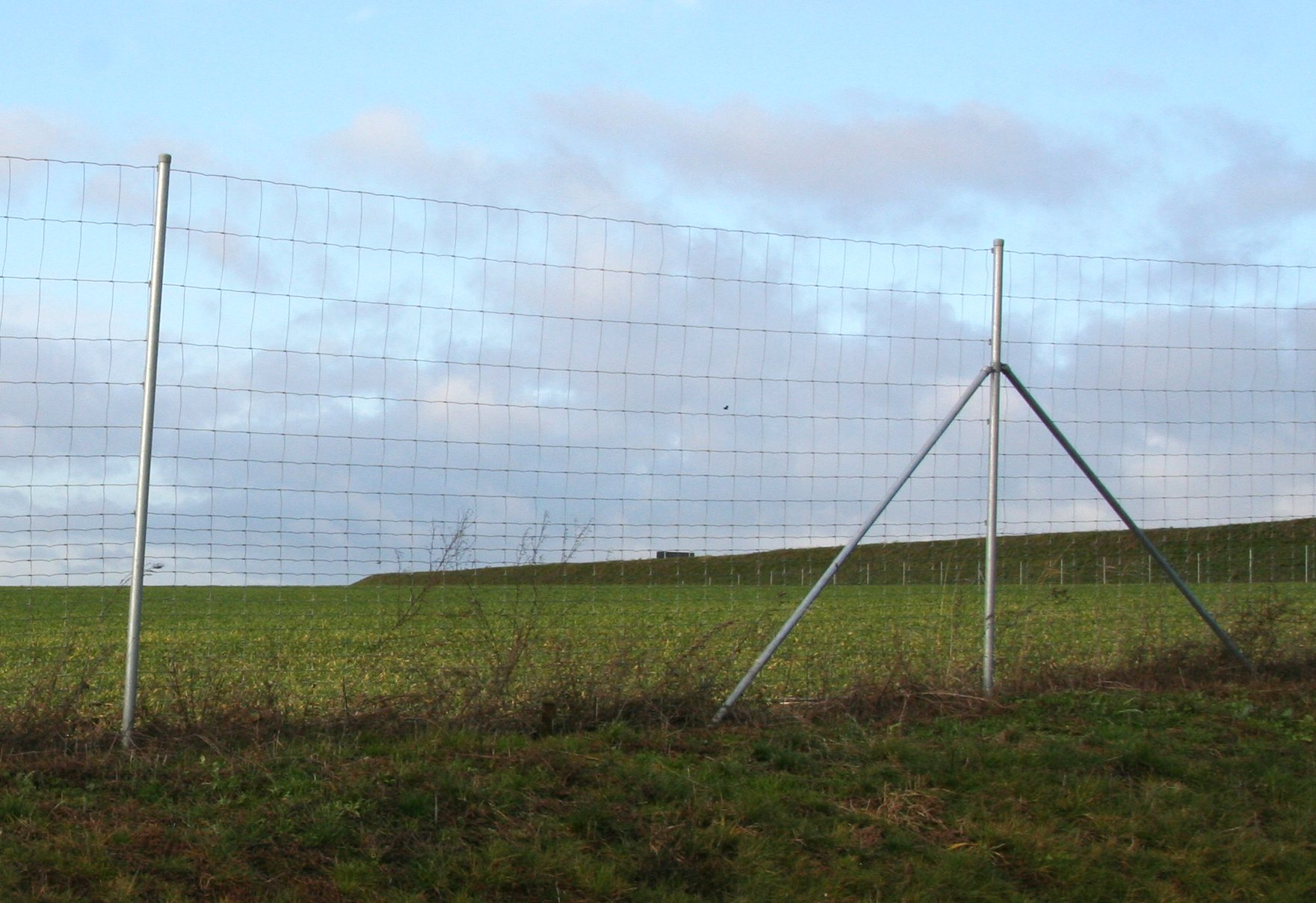
Plot proti zvěři u dálnice A72
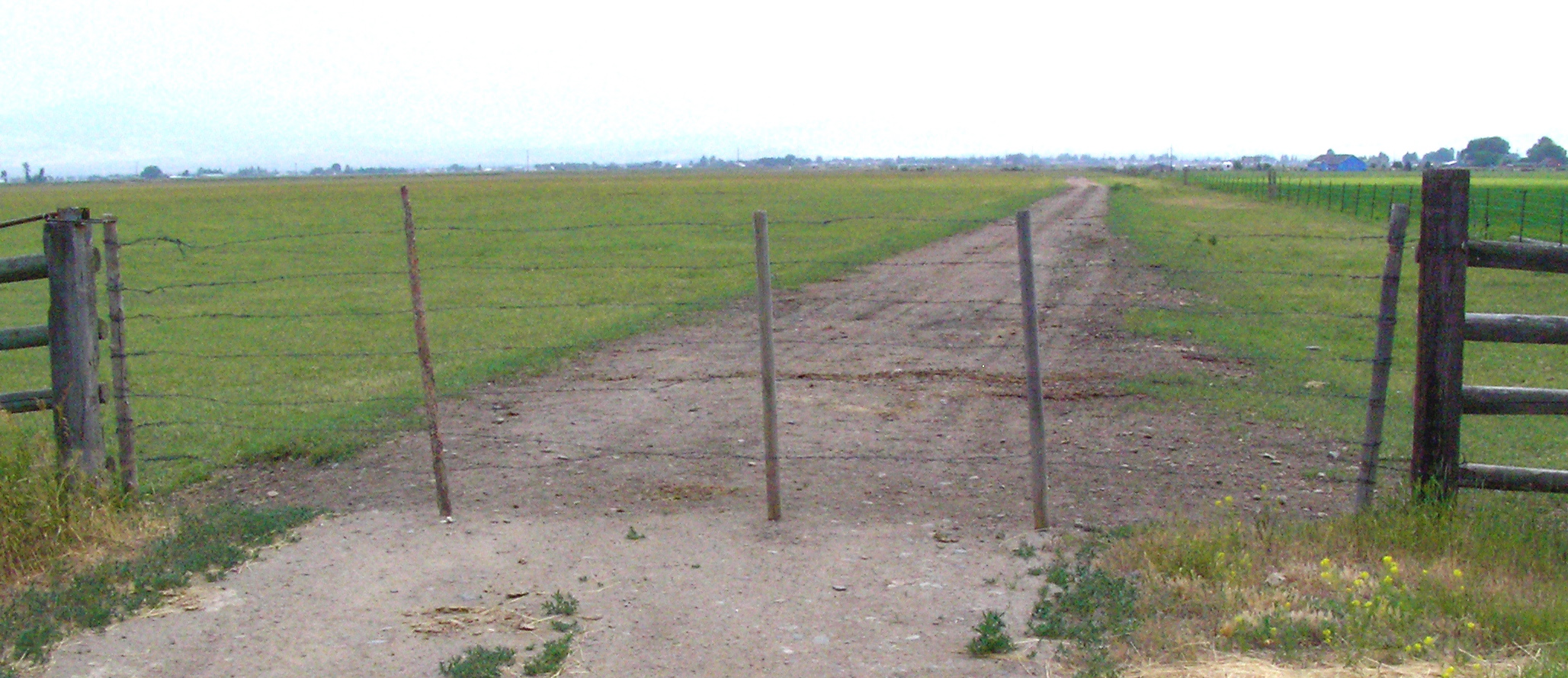
Nepletený drátěný plot
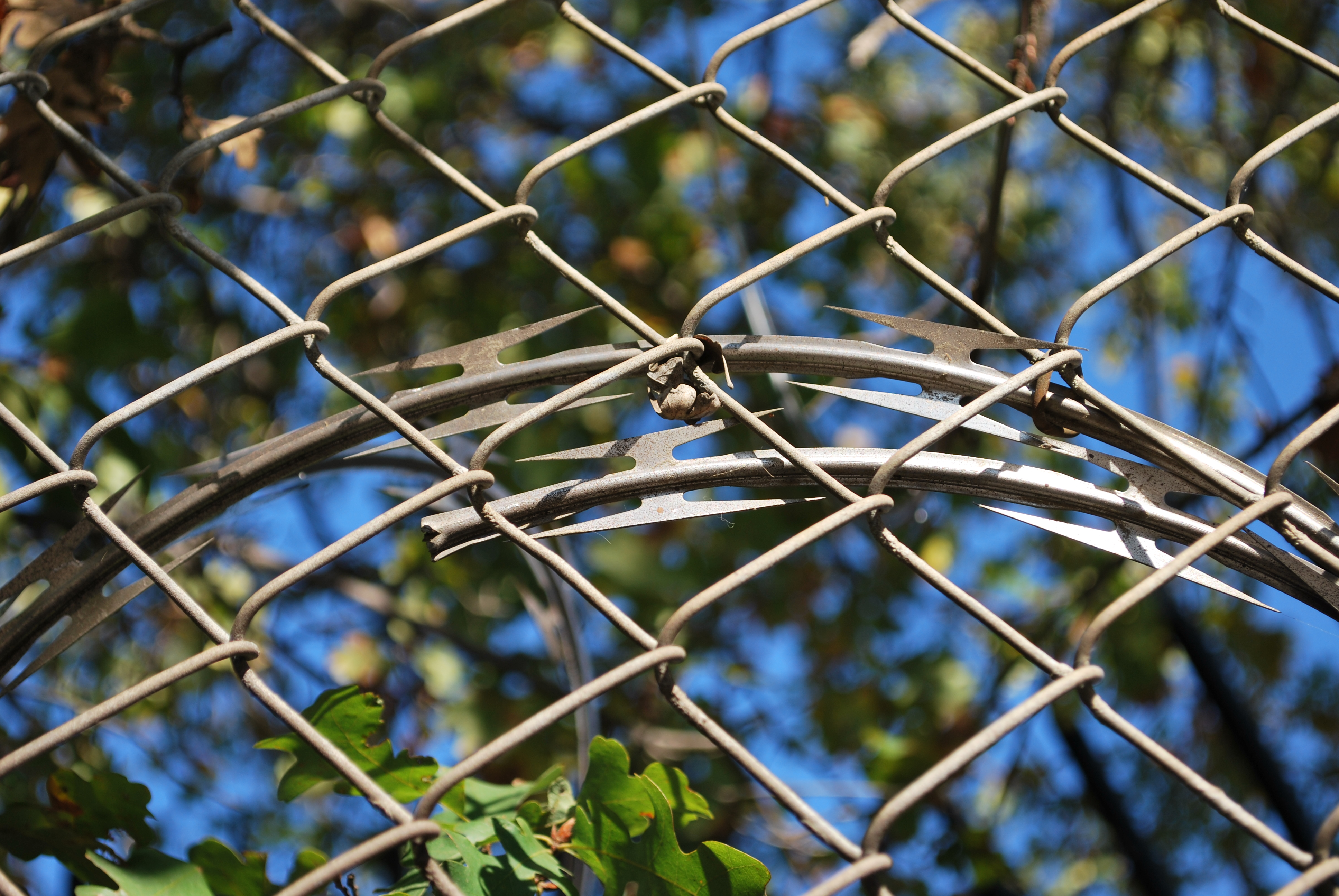
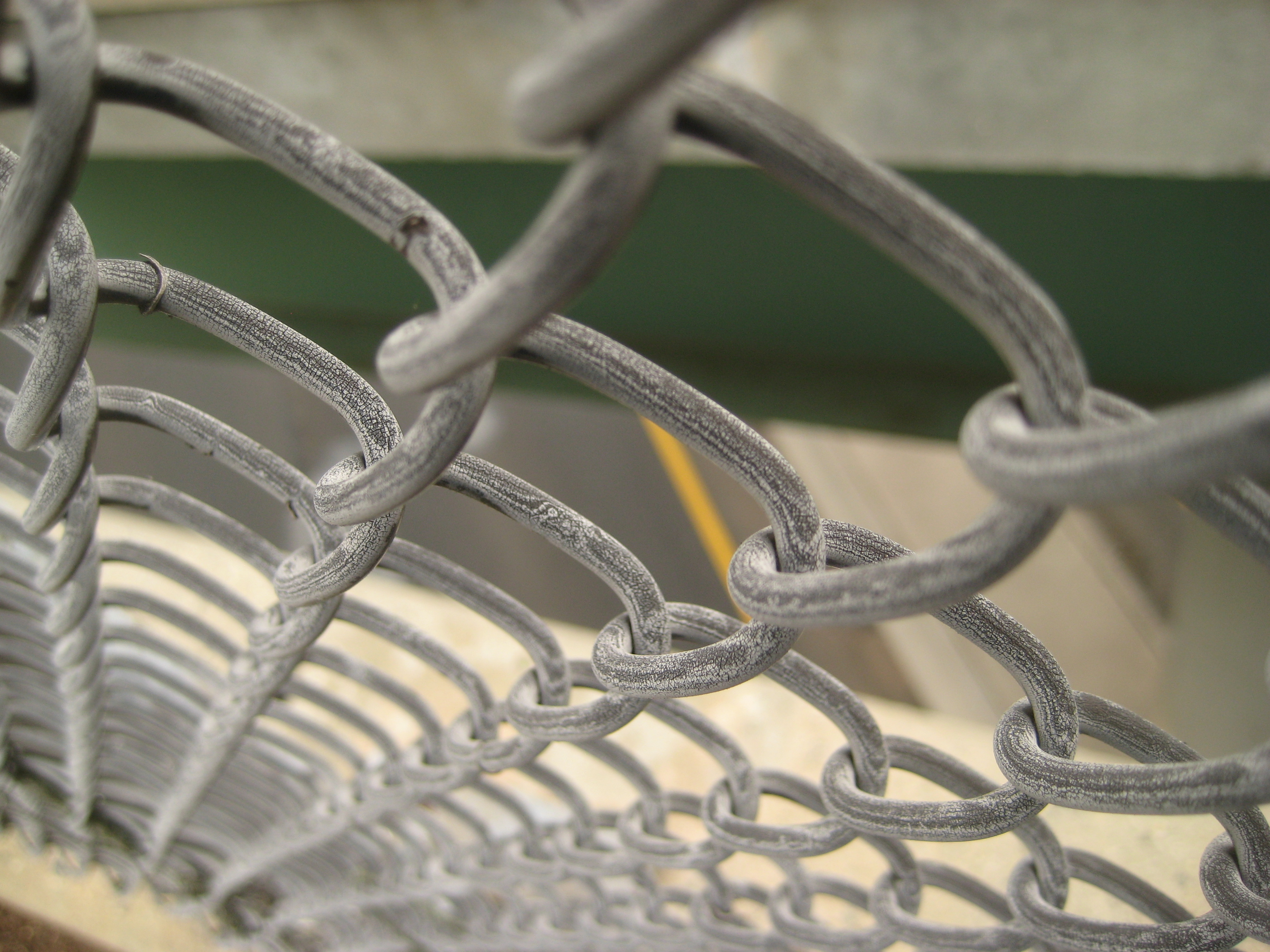
Close-up of a chain link fence